# Liste der Baudenkmäler in Tiefenbach (bei Passau)
Auf dieser Seite sind die Baudenkmäler in der niederbayerischen Gemeinde Tiefenbach zusammengestellt. Diese Tabelle ist eine Teilliste der Liste der Baudenkmäler in Bayern. Grundlage ist die Bayerische Denkmalliste, die auf Basis des Bayerischen Denkmalschutzgesetzes vom 1. Oktober 1973 erstmals erstellt wurde und seither durch das Bayerische Landesamt für Denkmalpflege geführt wird. Die folgenden Angaben ersetzen nicht die rechtsverbindliche Auskunft der Denkmalschutzbehörde.
 Die Liste gibt den Fortschreibungsstand vom 3. Juli 2018 wieder und umfasst 25 Baudenkmäler.

## Baudenkmäler nach Ortsteilen

### Tiefenbach
| Lage                               | Objekt                                                                      | Beschreibung | Akten-Nr.     | Bild                                   |
| ---------------------------------- | --------------------------------------------------------------------------- | --- | ------------- | -------------------------------------- |
| Weidenecker Straße 4; 2 (Standort) | Ehemaliges Mesnerhaus                                                       | Zweigeschossiger und traufständiger Satteldachbau; Schulhaus, zweigeschossiger Flachwalmdachbau in Ecklage mit Treppenhausrisalit und Bändergliederung, beide vor 1843, teilweise modern verändert. | D-2-75-151-3  | BW                                     |
| Weidenecker Straße 6 (Standort)    | Katholische Pfarrkirche St. Margaretha                                      | Saalkirche mit eingezogenem Polygonalchor, Chorflankenturm und mächtiger zweigeschossiger Taufkapelle und Sakristei, Chor und Turm frühgotisch, Langhaus unverputzter Ziegelbau mit Werksteingliederungen, neugotisch, innen bezeichnet mit „1843“, im Kern 15. Jahrhundert; mit Ausstattung; Friedhofsmauer, Bruchstein, 16./17. Jahrhundert, mit Erweiterung 19./20. Jahrhundert. | D-2-75-151-4  | Katholische Pfarrkirche St. Margaretha |
| Weidenecker Straße 9 (Standort)    | Bauernhaus mit Blockbau-Obergeschoss                                        | Im Kern 18. Jahrhundert. | D-2-75-151-5  | BW                                     |
| Nähe Weidenecker Straße (Standort) | Brunnen mit rechteckigem Becken und polygonalem Brunnenstock mit Deckplatte | Neugotisch, bezeichnet mit „1855“. | D-2-75-151-42 | BW                                     |

### Alter Pfarrhof
| Lage                        | Objekt                                           | Beschreibung                                                                                            | Akten-Nr.     | Bild |
| --------------------------- | ------------------------------------------------ | --- | ------------- | ---- |
| Alter Pfarrhof 1 (Standort) | Wohnhaus des ehemaligen Pfarrhofs von Tiefenbach | Zweigeschossiger Satteldachbau mit Kniestock, Mitte 18. Jahrhundert, Aufstockung Mitte 19. Jahrhundert. | D-2-75-151-27 | BW   |

### Epping
| Lage                | Objekt                                             | Beschreibung | Akten-Nr.    | Bild |
| ------------------- | -------------------------------------------------- | --- | ------------ | ---- |
| Epping 2 (Standort) | Zugehöriger Stadel mit Mittertenne und Traidkasten | Giebelständiger, teilweise verschalter Steildachbau mit Blockbau-Obergeschoss, zweite Hälfte 18. Jahrhundert; Hofmauer mit Fußgängerpforte und zugesetztem Korbbogentor, bezeichnet mit „1844“. | D-2-75-151-8 | BW   |

### Geferting
| Lage                   | Objekt                          | Beschreibung                                                                                                   | Akten-Nr.    | Bild |
| ---------------------- | ------------------------------- | --- | ------------ | ---- |
| Geferting 2 (Standort) | Kleinbauernhaus mit Mittertenne | Eingeschossiger und traufständiger Blockbau mit vorschießendem Flachsatteldach, zweite Hälfte 19. Jahrhundert. | D-2-75-151-9 | BW   |

### Hafning
| Lage                 | Objekt     | Beschreibung                                                                          | Akten-Nr.     | Bild |
| -------------------- | ---------- | ------------------------------------------------------------------------------------- | ------------- | ---- |
| Hafning 1 (Standort) | Hofkapelle | Giebelständiger Satteldachbau mit rundbogiger Öffnung, zweite Hälfte 19. Jahrhundert. | D-2-75-151-11 | BW   |

### Haselbach
| Lage                         | Objekt                                                                  | Beschreibung | Akten-Nr.     | Bild           |
| ---------------------------- | ----------------------------------------------------------------------- | --- | ------------- | -------------- |
| Hofmarkstraße 1 (Standort)   | Ehemaliges Wohnstallhaus                                                | Eingeschossiger Flachsatteldachbau in Ecklage, mit Blockbau-Kniestock und Giebelbalkon, Ende 18. Jahrhundert. | D-2-75-151-12 | BW             |
| Hofmarkstraße 7 (Standort)   | Ehemaliges Hofmarkschloss, jetzt Brauerei                               | Vierflügelanlage um Innenhof, dreigeschossiger Walmdachbau mit Eingangsrisalit, Pilasterportal, im Wesentlichen 18. Jahrhundert, 1907 (bezeichnet) aufgestockt und verändert, an der Nordostecke spätmittelalterlicher Rundturm mit Kegeldach. | D-2-75-151-13 | weitere Bilder |
| Kirchenweg 1; 2 (Standort)   | Katholische Pfarrkirche Christkönig                                     | Saalkirche mit geschwungenem Grundriss, Flachdach, Lichtband und geschwungenem Eckturm, Brutalismus, Architekt Siegfried Östreicher, 1969–70; mit Ausstattung; Leichenhaus, Flachdachbau mit überdachtem Vorplatz, gleichzeitig.               | D-2-75-151-40 | BW             |
| Nähe Sonnenstraße (Standort) | Ungewöhnlicher Steinpfeiler mit Arma-Christi-Reliefs und Gusseisenkreuz | Wohl frühes 20. Jahrhundert. | D-2-75-151-15 | BW             |

### Hörmannsberg
| Lage                      | Objekt                                        | Beschreibung | Akten-Nr.     | Bild           |
| ------------------------- | --------------------------------------------- | --- | ------------- | -------------- |
| Hörmannsberg 2 (Standort) | Schlosstafel des ehemaligen Hofmarksschlosses | Zweigeschossiger Rundling mit Pyramidendach, bezeichnet mit „1554“; Wappentafel mit Bauinschrift, Rotmarmor, bezeichnet mit „1554“. | D-2-75-151-17 | weitere Bilder |

### Kirchberg vorm Wald
| Lage                    | Objekt                                          | Beschreibung | Akten-Nr.     | Bild                                            |
| ----------------------- | ----------------------------------------------- | --- | ------------- | ----------------------------------------------- |
| Dorfstraße 4 (Standort) | Katholische Pfarrkirche St. Johannes der Täufer | Saalkirche mit eingezogenem Polygonalchor, steilem Schopfwalmdach, Chorflankenturm, Vorzeichen und zweigeschossiger Sakristei, Chor spätgotisch, Langhaus 1906 von Michael Kurz, der Turm dabei in Originalform an die Chorsüdseite versetzt; mit Ausstattung. | D-2-75-151-18 | Katholische Pfarrkirche St. Johannes der Täufer |

### Lengfelden
| Lage                    | Objekt                         | Beschreibung | Akten-Nr.     | Bild |
| ----------------------- | ------------------------------ | --- | ------------- | ---- |
| Lengfelden 4 (Standort) | Bauernhaus eines Dreiseithofes | Zweigeschossiger und giebelständiger Halbwalmdachbau mit Bändergliederung, zweites Viertel 19. Jahrhundert; Hofkapelle, giebelständiger Satteldachbau mit rundbogiger Öffnung, wohl gleichzeitig. | D-2-75-151-19 | BW   |

### Oberhaselbach
| Lage                       | Objekt             | Beschreibung                                                       | Akten-Nr.     | Bild |
| -------------------------- | ------------------ | ------------------------------------------------------------------ | ------------- | ---- |
| Oberhaselbach 7 (Standort) | Arma-Christi-Kreuz | Korpus im Dreinageltypus, bäuerlicher Barock, 19./20. Jahrhundert. | D-2-75-151-23 | BW   |

### Oberndorf
| Lage                   | Objekt                                                               | Beschreibung | Akten-Nr.     | Bild |
| ---------------------- | -------------------------------------------------------------------- | --- | ------------- | ---- |
| Oberndorf 3 (Standort) | Kreuzigungsgruppe mit Assistenzfiguren Maria und Johannes Evangelist | Christus im Dreinageltypus, bäuerlicher Barock. Ehemaliger Bestandteil des Baudenkmals: Haustür, zweites Viertel 19. Jahrhundert. | D-2-75-151-25 | BW   |

### Reisach
| Lage                             | Objekt                         | Beschreibung | Akten-Nr.     | Bild |
| -------------------------------- | ------------------------------ | --- | ------------- | ---- |
| Reisach 1; in Reisach (Standort) | Bauernhaus eines Dreiseithofes | Zweigeschossiger und traufständiger, verschindelter Blockbau mit vorschießendem Flachsatteldach, Giebel- und Traufschrot, Gred und Grand, erstes Drittel 19. Jahrhundert; Stallstadel mit Wohngeschoss, zweigeschossiger und giebelständiger Satteldachbau mit Dachvorschuss, Kopfbügen und Rahmengliederungen, Ende 19. Jahrhundert; Hoftoranlage mit zwei stichbogigen und zweiflügeligen Toren, Putzrahmengliederungen und barocker gusseiserner Figur des heiligen Florian auf gestufter Mauerkrone, Ende 19. Jahrhundert; Hofkapelle, giebelständiger Satteldachbau mit Dachüberstand und stichbogiger Öffnung, 19./20. Jahrhundert; mit Ausstattung. | D-2-75-151-29 | BW   |

### Rötzing
| Lage                      | Objekt                                       | Beschreibung | Akten-Nr.     | Bild |
| ------------------------- | -------------------------------------------- | --- | ------------- | ---- |
| Rötzing 1; 1 a (Standort) | Bauernhaus eines geschlossenen Vierseithofes | Zweigeschossiger und giebelständiger, teilweise verputzter Blockbau mit vorschießendem Flachsatteldach und hofseitigem Schrot, 18. Jahrhundert; Stadel, Ständerbau mit Steilsatteldach, innen bezeichnet mit „1753“. | D-2-75-151-30 | BW   |

### Seining
| Lage                  | Objekt                                      | Beschreibung | Akten-Nr.     | Bild |
| --------------------- | ------------------------------------------- | --- | ------------- | ---- |
| Seining 10 (Standort) | Alte Ausstattung der erneuerten Dorfkapelle | | D-2-75-151-34 | BW   |
| Seining 13 (Standort) | Wohnhaus des Dreiseithofes                  | Zweigeschossiger Obergeschoss-Blockbau mit vorschießendem Flachsatteldach und Giebelschroten, erstes Drittel 19. Jahrhundert. | D-2-75-151-32 | BW   |

### Thalham
| Lage                         | Objekt                     | Beschreibung | Akten-Nr.     | Bild |
| ---------------------------- | -------------------------- | --- | ------------- | ---- |
| Staatsstraße 2323 (Standort) | Kruzifix im Dreinageltypus | 16./17. Jahrhundert. | D-2-75-151-36 | BW   |
| Thalham 9 (Standort)         | Vierseithof                | Geschlossene Anlage. Wohnhaus, zweigeschossiger und giebelständiger, teilweise verschalter Obergeschoss-Blockbau mit vorschießendem Flachsatteldach, Kniestock und Traufschrot, bezeichnet mit „1778“, Dach später, bezeichnet mit „1896“; Nordflügel, Stall mit Heuboden, zweigeschossiger und traufständiger Ziegelbau mit Satteldach, 19. Jahrhundert; Wohnstallhaus, zweigeschossiger Obergeschoss-Blockbau mit Traufschrot und Gewölbestall, wohl 19. Jahrhundert. | D-2-75-151-35 | BW   |

### Unterkaining
| Lage                      | Objekt     | Beschreibung                                                                    | Akten-Nr.     | Bild |
| ------------------------- | ---------- | ------------------------------------------------------------------------------- | ------------- | ---- |
| Unterkaining 1 (Standort) | Hofkapelle | Giebelständiger Satteldachbau mit stichbogiger Öffnung, Anfang 19. Jahrhundert. | D-2-75-151-37 | BW   |

### Wilmerting
| Lage                     | Objekt                     | Beschreibung | Akten-Nr.     | Bild |
| ------------------------ | -------------------------- | --- | ------------- | ---- |
| Wilmerting 21 (Standort) | Wohnhaus des Vierseithofes | Eingeschossiger und traufständiger Blockbau mit Flachsatteldach, Giebelschrot, altertümlichen Zierformen und Gred, teilweise versteinert und verputzt, Mitte 17. Jahrhundert; Hofkreuz, 18./19. Jahrhundert. | D-2-75-151-38 | BW   |

## Ehemalige Baudenkmäler
| Lage                                           | Objekt                                                    | Beschreibung                                                                                                   | Akten-Nr.     | Bild |
| ---------------------------------------------- | --------------------------------------------------------- | --- | ------------- | ---- |
| Tiefenbach Schloßbergweg 2 (Standort)          | Wohnhaus                                                  | Spätbiedermeierliches Doppelhaus, bezeichnet mit „1879“.                                                       | D-2-75-151-2  | BW   |
| Tiefenbach Weidenecker Straße 13 (Standort)    | Wohnhaus mit Blockbau-Obergeschoss und Flachdach          | Zweite Hälfte 18. Jahrhundert.                                                                                 | D-2-75-151-6  | BW   |
| Götzing 14 (Standort)                          | Bauernhaus mit Blockbau-Obergeschoss                      | Erstes Drittel 19. Jahrhundert; zugehörig zu Vierseithof.                                                      | D-2-75-151-10 | BW   |
| Haselbach Hofmarkstraße 6 a ()                 | Bildstock                                                 | Wohl frühes 19. Jahrhundert, im Garten von Haus Nummer 20 (alte Nr.).                                          | D-2-75-151-14 |      |
| Maierhof 1 (Standort)                          | Wohnhaus (Altbau) des Vierseithofes                       | Zum Teil abgemauert, mit Schroten und Flachdach, bezeichnet mit „1700“ (?).                                    | D-2-75-151-21 | BW   |
| Oberhaselbach 3 (Standort)                     | Waldlerhaus mit Rauchstubenfenster und profiliertem Sturz | Zweite Hälfte 18. Jahrhundert; zugehörig zu Dreiseithof.                                                       | D-2-75-151-22 | BW   |
| Oberhaselbach An der Straße Haselbach–Aicha () | Wegkapelle                                                | 1808; mit Ausstattung.                                                                                         | D-2-75-151-24 |      |
| Oberöd 4 (Standort)                            | Zugehöriger großer Stadel mit Steilsatteldach             | Mit profilierten Bügen und alter Verbretterung, Anfang 19. Jahrhundert.                                        | D-2-75-151-26 | BW   |
| Ranzing 14 (Standort)                          | Zugehöriger Ostflügel                                     | Remise mit Traidkasten und Flachdach, erstes Drittel 19. Jahrhundert.                                          | D-2-75-151-28 | BW   |
| Rötzing ()                                     | Kapelle                                                   | Zweite Hälfte 19. Jahrhundert.                                                                                 | D-2-75-151-31 |      |
| Seining 16 (Standort)                          | Altertümliches Waldlerhaus                                | Blockbau mit Giebelschrot, Flachdach, Rauchstubenfenster und profilierten Balkenköpfen, Mitte 17. Jahrhundert. | D-2-75-151-33 | BW   |